# 菲尔多夫西·法尔扎利耶夫
菲尔多夫西·法尔扎利耶夫（1993年7月10日—）来自阿布歇隆區，是一名阿塞拜疆男子空手道运动员。他在六岁时开始练习空手道，最初他的家人反对他从事体育运动，后来在教练的说服下，家人最终允许他继续练习。2009年，法尔扎利耶夫获得了自己的首个全国冠军。